# 山本優 (ソフトボール)

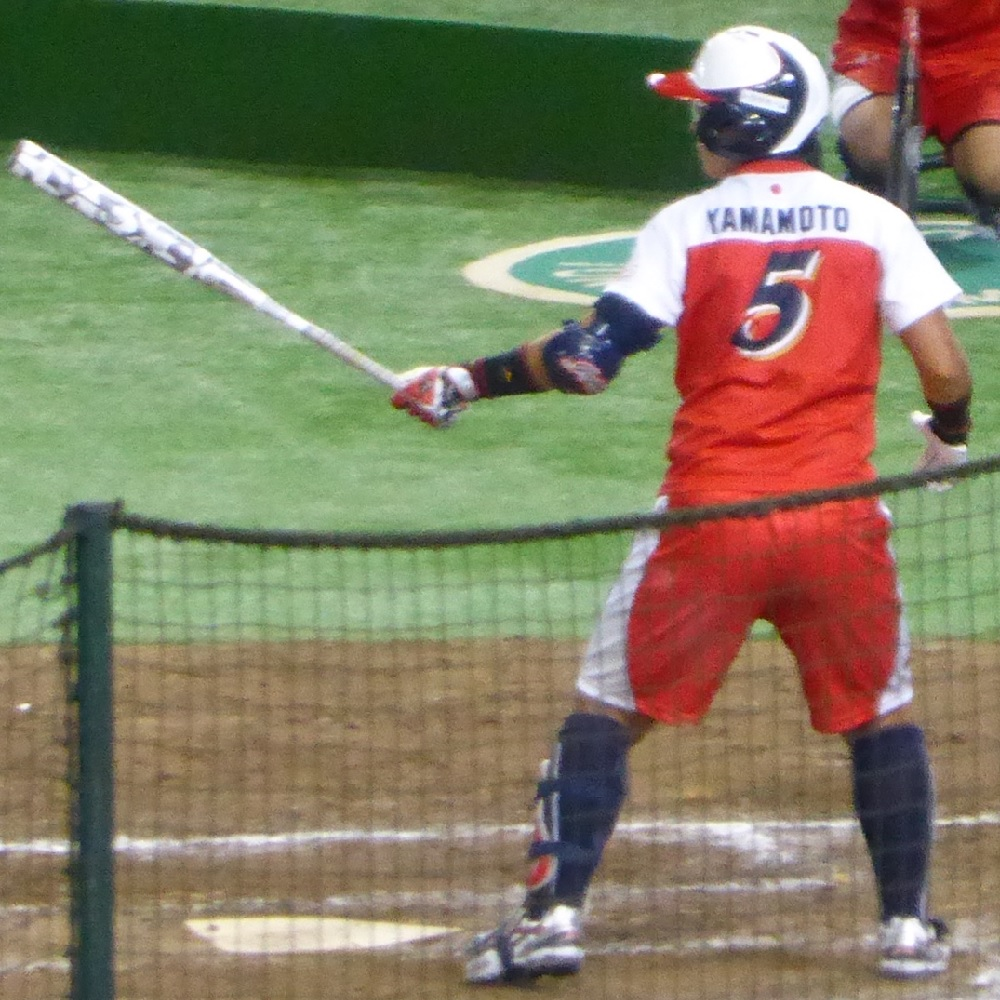
現役時代の打撃フォーム (2016年)

山本 優（やまもと ゆう、1988年8月20日 - ）は、北海道札幌市出身の女子ソフトボール選手（内野手）・指導者。元ビックカメラ高崎ビークイーン所属。元ソフトボール日本代表。2021年開催の東京オリンピック金メダリスト。

## 経歴
北海道札幌市出身。兄の影響で小学校2年で野球を始め、地元の野球チームで中学まで続けた。北海道当別高等学校1年時にソフトボールに転向すると、2年・3年時に北海道選抜チームのメンバーに選出され国体出場を果たした。
2007年にルネサス高崎に入団。同年、日本ジュニア代表に選ばれ、世界ジュニア女子ソフトボール選手権で準優勝。その後日本代表となり、2014年の世界選手権で優勝し、2016年と2018年の同大会では準優勝。2021年に開催された東京オリンピックでは、4番・三塁手として全試合に出場し、2本塁打・5打点を挙げるなどの活躍で日本の金メダル獲得に貢献した。日本リーグ通算47本塁打は歴代最多。
2021年12月に北海道民栄誉賞を受賞し、12月10日に北海道庁で行われた贈呈式に出席した際、「北海道に戻ってきて、子どもたちにソフトボールを指導できたらなと思っている 」と発言し、引退を表明した。引退後の2022年3月8日、女子中学生を対象としたソフトボールチーム「札幌Futures」（さっぽろフューチャーズ）を創設、自身が代表兼監督に就任した。

## 選手としての特徴
中学までプレーしていた野球で培った鋭いスイングと持ち前のパワーが相まって、日本リーグを代表する強打者として活躍した。2017年に横浜スタジアムで行われた日米対抗ソフトボールでは最終回に逆転サヨナラ満塁ホームランを放つなど、長打力に加えて勝負強さも併せ持っている。
高校時代に捕手を経験していることからソフトボールに関する戦術理解や洞察力にも優れている。守備力にも定評があり、東京オリンピック決勝のアメリカ戦では、終盤6回裏1死一・二塁のピンチの局面で遊撃手の渥美万奈と共に『神ゲッツー』を成立させた。

## 人物・エピソード
右肩の負傷を理由に2011年シーズン限りで1度は引退したが、ソフトボールへの情熱から2012年7月17日に患部を手術し、1年間のブランクを経て2013年に現役復帰を果たした。その時の覚悟を忘れないよう、グラブの内側に『2012.7.17』の文字を刺繍している。
東京オリンピック日本代表として金メダルを獲得した功績をたたえ、2021年12月12日、JR北海道八軒駅の駅前に記念のゴールドポスト（第21号）が設置された（ゴールドポストプロジェクト）。

## 詳細情報

### 日本リーグ個人表彰
- 2007年 - 新人賞（野手）
- 2008年 - 打点王（16打点）
- 2009年 - ベストナイン賞（三塁手）
- 2010年 - ベストナイン賞（三塁手）
- 2013年 - ベストナイン賞（三塁手）
- 2014年 - ベストナイン賞（三塁手）
- 2017年 - 首位打者賞（.471）、ベストナイン賞（三塁手）
- 2018年 - 本塁打王（7本）
- 2019年 - ベストナイン賞（三塁手）

### 背番号
- 25（2007 - 2011）
- 25（2013 - 2014）
- 10（2015 - 2016）
- 25（2017 - 2021）

## 出演

### テレビドラマ
- 初森ベマーズ 第8球（2015年8月29日、テレビ東京） - 女子ソフトボール日本代表キャプテン・山本選手（本人） 役[10]